# Gailtaler almkäse
Le gailtaler ou gailtaler almkäse est un fromage autrichien à pâte pressée cuite, fait à partir de lait de vache cru, éventuellement complété de lait de chèvre. Il tire son nom de la vallée de la Gail dans le sud de l'Autriche où il est fabriqué. Il est protégé par une appellation d'origine protégée depuis 1997.

## Description
Le gailtaler se présente sous forme de meules cylindriques de dimensions variables et dont le poids peut aller de 500 g jusqu'à 35 kg. Il est recouvert d'une croûte naturelle jaune doré. Sa pâte est couleur crème, souple, et présente de petits trous réguliers.
La gailtaler à une teneur en matière sèche d'au moins 60%, et une teneur en matière grasse de 45 % de la matière sèche.

## Fabrication
Le gailtaler est fabriqué à partir de lait de vache cru, seul ou mélangé avec un peu de lait de chèvre. La teneur en lait de chèvre ne doit pas dépasser 10%. Le lait doit provenir de troupeaux élevés dans les pâturages des versants des montagnes de la vallée de la Gail, dans les communes de Kötschach-Mauthen, Dellach, Kirchbach, Hermagor, Gitschtal, Weissensee, Sankt Stefan im Gailtal, Feistritz an der Gail et Hohenthurn.
Les règles d'élevage, de récolte et maturation du lait, ainsi que de fabrication du fromage sont décrites dans un document appelé Gailtaler Almprotokol.
Le gailtaler est affiné au minimum cinq semaines s'il est utilisé dans les restaurants d'alpage de la région, au minimum sept semaines s'il est commercialisé, et au minimum dix semaines et cinq jours s'il est emballé dans des sachets hermétiques.